# Buttree Puedpong
Buttree Puedpong (16 de outubro de 1990) é uma taekwondista tailandesa.
Buttree Puedpong competiu nos Jogos Olímpicos de 2008, na qual conquistou a medalha de prata.